# Анодный электролитный нагрев

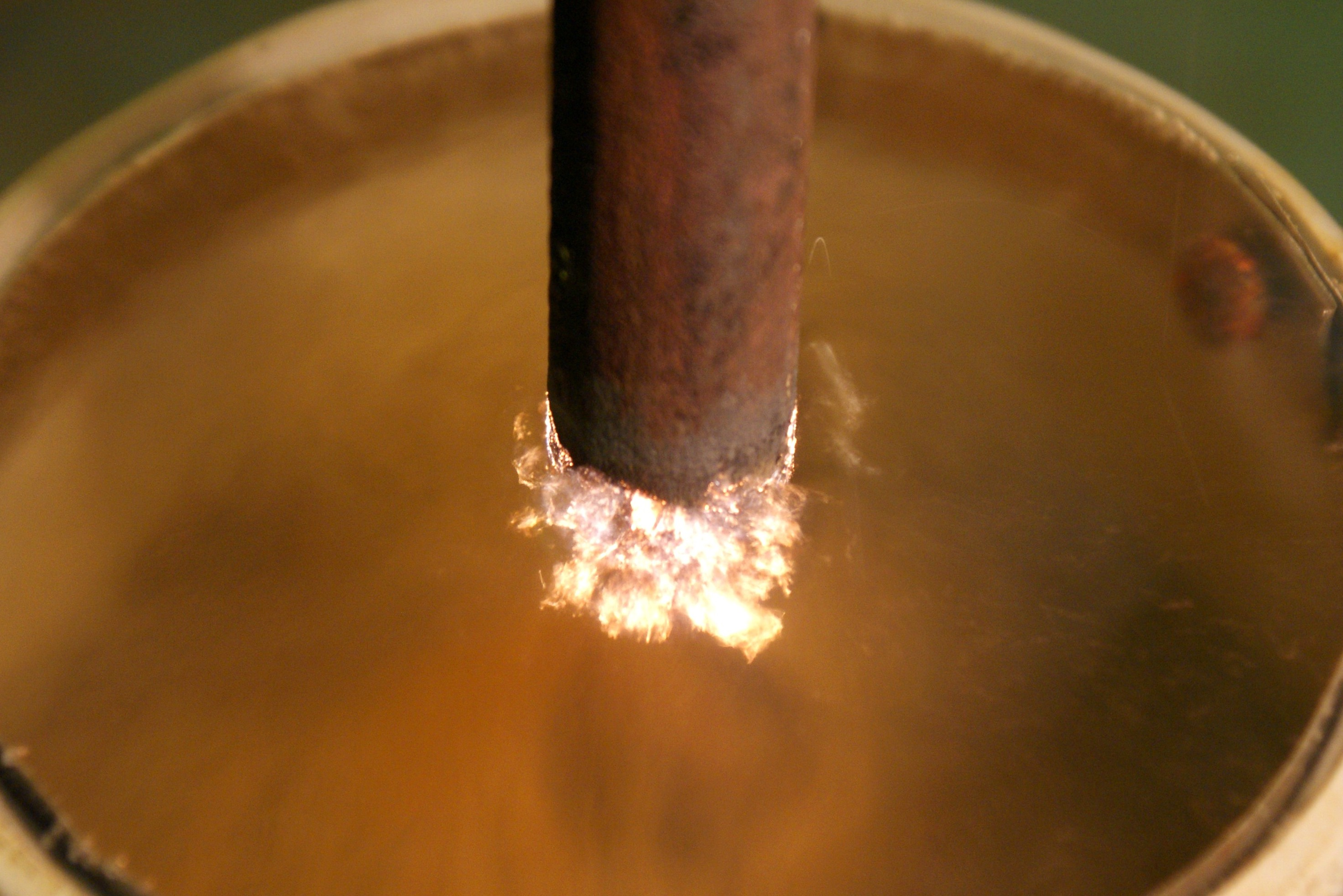
Анодный электролитный нагрев стального прутка в водном растворе хлорида аммония (деталь — анод, стальное кольцо по окружности ванны — катод)

Анодный электролитный нагрев (электролитно-плазменная обработка) — совокупность теплофизических и электрохимических процессов на поверхности анода, связанные с локальным вскипанием жидкости за счёт выделения джоулева тепла.
В англоязычной литературе для описания явления преимущественно используется термин plasma electrolysis или (реже) anodic effect.

## История
Явление свечения и нагрева электродов в растворах электролитов при высоких плотностях тока было замечено в 19 веке. Учёными Артуром Венельтом, Александром Вальтером и Гео́ргом Си́моном Омом было показано, что в результате теплового воздействия тока на электрод со сравнительно малой поверхностью вокруг него происходит локальное вскипание раствора с образованием парового слоя и размыканием электрической цепи. Имеющаяся в цепи индуктивность способствует появлению ЭДС и пробою парогазового слоя со световыми явлениями. Установлен различный характер электрических разрядов на катоде и аноде и количественно доказано влияние на них параметров электрической цепи и источника тока.

## Парогазовая оболочка
При подаче напряжения в диапазоне 100—300 В на электрохимическую ячейку при условии, что поверхность анода в несколько раз меньше поверхности катода, вокруг анода происходит локальное вскипание жидкости за счёт выделения джоулева тепла. Образующаяся парогазовая оболочка предотвращает контакт металла обрабатываемой детали с электролитом, а также обладает максимальным удельным электрическим сопротивлением в системе, поэтому становится нагревательным элементом. Таким образом, с точки зрения теплофизики процесс является аналогом плёночного кипения. Большая часть выделяющейся в оболочке энергии расходуется на нагрев электролита, поэтому в установках используются схемы с принудительной циркуляцией электролита через теплообменник. Тепловой поток в анод согласно различным оценкам не превышает 15 %, однако такого количества теплоты достаточно для разогрева детали до температуры в диапазоне 400—1100 °C. Отключение напряжения в системе позволяет производить закалку сталей в электролит. Согласно экспериментальным данным, при времени обработки детали 1 мин при температуре 750—800 °C получаемые механические свойства сопоставимы со свойствами при классической термической обработке — 60 HRC.

## Составы электролитов
Высокие температуры анода позволяют проводить насыщение его поверхности атомами лёгких элементов, содержащихся в веществах-донорах, растворённых в электролите. Большинство электролитов, используемых в практике АЭН, содержат два компонента. В качестве первого из них чаще всего используют хлорид аммония, который обеспечивает необходимую электропроводность раствора и не образует на поверхности анода плохо проводящей корки, а термически разлагается и удаляется в атмосферу. Второй компонент электролита применяется в качестве вещества-донора, обеспечивающего диффузию атомов в образец. Для цементации чаще всего применяются такие добавки в электролит как глицерин, ацетон, сахароза и ряд других органических веществ. 
Азотирование или нитрозакалку проводят в электролитах с повышенным содержанием хлорида аммония или добавлением раствора аммиака, азотной кислоты или её солей. Также используется вариант совместного насыщения азотом и углеродом, для которого используются электролиты сложного состава с тремя и более компонентами.

## Электрохимические процессы
Основным отличием АЭН от классических методов химико-термической обработки является протекание на поверхности анода ряда электрохимических реакций, механизм и характер которых остаются наименее изученным направлением исследований.
На поверхности детали-анода протекает ряд процессов. Одним из них является растворение поверхности с образованием ионов Fe(III). Растворение анода — процесс интенсивный, который приводит к сглаживанию острых кромок, растворению заусенцев, а также значительному снижению шероховатости поверхности детали. Уменьшение массы анода может достигать 7 мг/(мин⋅см2). Второй процесс — это образование на поверхности анода сплошного оксидного слоя. Согласно данным, полученным с помощью обратного рассеяния протонов, поверхностная концентрация кислорода увеличивается от 34,5 ат.% при температуре обработки до 50 ат.% при температуре нагрева 950 °C. При всех режимах обработки толщина оксидного слоя не превышает 9 мкм. Наружный оксидный слой обычно обладает не только дефектной решёткой, но и содержит поры толщиной до 100 нм и трещины, что делает возможным транспорт ионов железа из образца в раствор, кислорода из оболочки в поверхностный слой металла, а также позволяет атомам азота или углерода легко проникать в основной металл. В настоящее время принято считать, что процесс образования оксидного слоя аналогичен высокотемпературному окислению анода в парах воды и электрохимическое окисление при участии анионов электролита. Ранее показано, что такой слой обладает хорошей устойчивостью против атмосферной коррозии.

## Диффузионное насыщение
Процессы диффузии углерода также связаны с протекающими на поверхности анода электрохимическими реакциями. Было установлено, что увеличение концентрации хлорида аммония в электролите приводит к увеличению толщины диффузионного слоя. В то же время поверхностная концентрация углерода в образце определяется только веществом-донором и максимальна при использовании глицерина. Для всех веществ-доноров увеличение их концентрации в электролите до 2 % (масс.) приводит к значительному увеличению толщины диффузионного слоя, дальнейшее повышение содержания их в электролите не дает значимого прироста скорости диффузии, а также снижает и плотность тока в системе. Наиболее вероятна следующая точка зрения. Скорость диффузии лимитируется толщиной оксидного слоя, так как кислород занимает те же поры и дефекты в кристаллической решетки, по которым идет процесс диффузии углерода в сталях. Увеличение концентрации хлорида аммония приводит к повышению плотности тока и, как следствие, ускоренному растворению оксидного слоя. Это облегчает процесс диффузии углерода. Добавление углеродсодержащих компонентов приводит одновременно к повышению их концентрации в парогазовой оболочке и снижению электропроводности раствора, которая определяет плотность тока в системе. Поэтому на начальном этапе увеличения доли второго компонента до 2 % (масс.) снижение плотности тока не значительно, и, как следствие, толщина слоя возрастает. При дальнейшем увеличении концентрации снижение плотности тока является значимым, что приводит к стабилизации процесса диффузии.
Одним из перспективных направлений является одновременное насыщение сталей азотом и углеродом. Для этого применяются водные электролиты на основе карбамида. Анализ распределения концентрации элементов на основе обратного ядерного рассеяния показал, что азот в основном локализован в тонком поверхностном слое, толщина которого может достигать 15 мкм. Кроме того обнаружено ускорение процесса диффузии углерода в материал анода при наличии азота, так как последний снижает температуру аустенизации. Нитроцементованые образцы показывают большую устойчивость к коррозии в атмосфере сульфат ионов.
Таким образом, варьирование составом электролита позволяет управлять свойствами поверхности обрабатываемой детали для придания ей нужного комплекса физико-химических свойств.

## Установка для проведения ЭПО
Обработка осуществляется в цилиндрической осесимметричной рабочей камере с продольным обтеканием образцов-анодов электролитом, подаваемым через патрубок, расположенным в дне камеры.
В верхней части камеры-катода электролит переливается через край в поддон, откуда далее прокачивался через теплообменник при расходе 3 л/мин. Скорость расхода электролита определялась с помощью поплавкового ротаметра РМФ-0,16 ЖУЗ. После подачи напряжения образцы погружались в электролит на глубину, равной высоте образцов.
После насыщения образцы охлаждаются на воздухе или в электролите (закалка), а затем промывались водой и сушились. При охлаждении на воздухе во избежание отслаивания части оксидного слоя напряжение нагрева плавно снижается до величины, обеспечивающей минимальную температуру образца (примерно 400 °С), и отключалось.

## Области применения
Анодный электролитный нагрев используется для скоростного упрочнения поверхностей деталей, наряду технологиями микродугового оксидирования, лазерной обработки, ионной имплантации и др.
Наиболее изучено применение АЭН для скоростной цементации, азотирования, борирования, нитроцементации и/или закалки в рабочем электролите. Анодная электрохимико-термическая обработка сталей и сплавов позволяет увеличить поверхностную твердость, износостойкость, коррозионную устойчивость.